# تلفظ
تلفظ از مباحث ویژه دانش زبان‌شناسی است که در آن به روند و نحوه ادای هجاها و واجها میان اهل زبان پرداخته می‌شود. یک واژه به‌گونه‌های متفاوتی تلفظ می‌گردد. چگونگی تلفظ یک واژه که از واج‌ها و هجا تشکیل شده ممکن است تحت تاثیر عواملی مانند سن و سال، طبقه اجتماعی، قومیت، سواد، جنسیت و مخاطب متفاوت باشد. اختلال گفتاری نیز می‌تواند در نحوه تلفظ واژه‌ها تغییر ایجاد کند.

## آواشناسی
برای شناخت نحوه تلفظ واژه‌ها و تفاوت‌های آن‌ها زبان‌شناسی شاخه‌ای بنام آواشناسی دارد. آواشناسی به مطالعه خصوصیات آواهای یک زبان می‌پردازذ با این‌حال از آن‌جا که واج کوچکترین واحد زبانی‌ست که در معنی یک واژه تفاوت ایجاد می‌کند برای مطالعه پدیده تلفظ به واج‌شناسی رجوع می‌شود. تلفظ در واج‌شناسی دامنه‌ای از تفاوت‌های آوایی در بیان یک واژه است که تغییر معنایی ایجاد نکند.